# Football Club Avezzano 1981-1982
Questa pagina raccoglie le informazioni riguardanti il Football Club Avezzano nelle competizioni ufficiali della stagione 1981-1982.

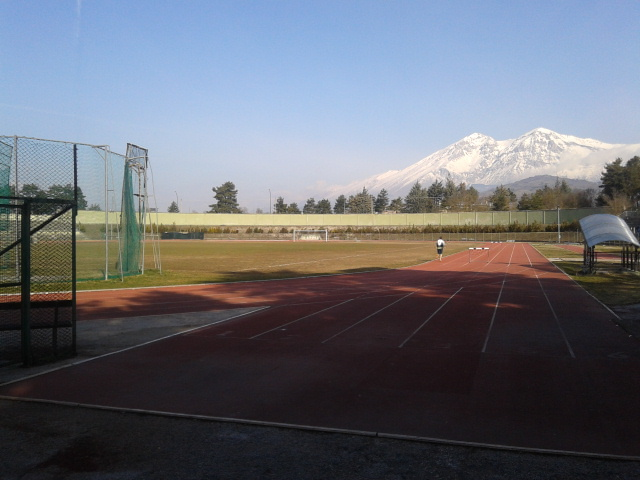
Stadio dei Pini di Avezzano

## Rosa

### Rosa 1981-1982
Rosa dell'Avezzano calcio 1981-1982.
| N. |                   | Ruolo | Calciatore                     |
| -- | ----------------- | ----- | ------------------------------ |
|    | Italia (bandiera) | P     | Gregorio Di Piero              |
|    | Italia (bandiera) | P     | Venanzio Gigli                 |
|    | Italia (bandiera) | D     | Brilli                         |
|    | Italia (bandiera) | D     | Maurizio Caradonna             |
|    | Italia (bandiera) | D     | Giovanni Filippo De Cristofaro |
|    | Italia (bandiera) | D     | Manzone                        |
|    | Italia (bandiera) | D     | Alessandro Pierleoni           |
|    | Italia (bandiera) | C     | Sergio Catarinacci             |
|    | Italia (bandiera) | C     | Concezio De Santis             |
|    | Italia (bandiera) | C     | Giancarlo Di Matteo            |
|    | Italia (bandiera) | C     | Tamburella                     |

| N. |                   | Ruolo | Calciatore                    |
| -- | ----------------- | ----- | ----------------------------- |
|    | Italia (bandiera) | C     | Monachesi                     |
|    | Italia (bandiera) | C     | Rosario Speranza detto Ciccio |
|    | Italia (bandiera) | C     | Quaresima                     |
|    | Italia (bandiera) | C     | Vitaletti                     |
|    | Italia (bandiera) | C     | Edi Zambon                    |
|    | Italia (bandiera) | A     | Antonio Bonaldi               |
|    | Italia (bandiera) | A     | Fabio Cofini                  |
|    | Italia (bandiera) | A     | Nazzareno Di Matteo           |
|    | Italia (bandiera) | A     | Roberto Durazzi               |
|    | Italia (bandiera) | A     | Maurizio Patanè               |

### Serie C2 girone B

#### Girone di andata
| Avezzano 20 settembre 1981 1ª giornata | Avezzano | 3 – 1 | Conegliano | Stadio dei Pini |

| Macerata 27 settembre 1981 2ª giornata | Maceratese | 2 – 1 | Avezzano | Stadio Helvia Recina |

| Avezzano 4 ottobre 1981 3ª giornata | Avezzano | 3 – 2 | Teramo | Stadio dei Pini |

| Cattolica 11 ottobre 1981 4ª giornata | Cattolica | 3 – 0 | Avezzano | Stadio Giorgio Calbi |

| Avezzano 18 ottobre 1981 5ª giornata | Avezzano | 1 – 0 | Lanciano | Stadio dei Pini |

| Ancona 25 ottobre 1981 6ª giornata | Anconitana | 1 – 0 | Avezzano | Stadio Del Conero |

| Venezia 1º novembre 1981 7ª giornata | Venezia | 0 – 1 | Avezzano | Stadio Pier Luigi Penzo |

| Avezzano 8 novembre 1981 8ª giornata | Avezzano | 0 – 0 | Chieti | Stadio dei Pini |

| L'Aquila 15 novembre 1981 9ª giornata | L'Aquila | 0 – 1 | Avezzano | Stadio Tommaso Fattori |

| Francavilla al Mare 22 novembre 1981 10ª giornata | Avezzano | 1 – 0 | Monselice | Stadio Valle Anzuca (campo neutro per squalifica dello Stadio dei Pini) |

| Montebelluna 29 novembre 1981 11ª giornata | Montebelluna | 4 – 2 | Avezzano | Stadio San Vigilio |

| Avezzano 6 dicembre 1981 12ª giornata | Avezzano | 0 – 1 | Mestre | Stadio dei Pini |

| Avezzano 13 dicembre 1981 13ª giornata | Avezzano | 2 – 3 | Pordenone | Stadio dei Pini |

| Mira 20 dicembre 1981 14ª giornata | Mira | 1 – 1 | Avezzano | Stadio Valmarana |

| Avezzano 3 gennaio 1982 15ª giornata | Avezzano | 2 – 1 | Vigor Senigallia | Stadio dei Pini |

| Osimo 10 gennaio 1982 16ª giornata | Osimana | 3 – 0 | Avezzano | Stadio Diana |

| Avezzano 17 gennaio 1982 17ª giornata | Avezzano | 4 – 0 | Jesi | Stadio dei Pini |

#### Girone di ritorno
| Conegliano 24 gennaio 1982 18ª giornata | Conegliano | 0 – 0 | Avezzano | Stadio Narciso Soldan |

| Avezzano 31 gennaio 1982 19ª giornata | Avezzano | 1 – 1 | Maceratese | Stadio dei Pini |

| Teramo 7 febbraio 1982 20ª giornata | Teramo | 1 – 0 | Avezzano | Stadio comunale |

| Avezzano 14 febbraio 1982 21ª giornata | Avezzano | 2 – 1 | Cattolica | Stadio dei Pini |

| Lanciano 21 febbraio 1982 22ª giornata | Lanciano | 1 – 1 | Avezzano | Stadio Guido Biondi |

| Avezzano 28 febbraio 1982 23ª giornata | Avezzano | 1 – 1 | Anconitana | Stadio dei Pini |

| Avezzano 7 marzo 1982 24ª giornata | Avezzano | 1 – 0 | Venezia | Stadio dei Pini |

| Chieti 21 marzo 1982 25ª giornata | Chieti | 2 – 1 | Avezzano | Stadio Guido Angelini |

| Avezzano 28 marzo 1982 26ª giornata | Avezzano | 1 – 0 | L'Aquila | Stadio dei Pini |

| Monselice 4 aprile 1982 27ª giornata | Monselice | 1 – 0 | Avezzano | Stadio comunale |

| Avezzano 18 aprile 1982 28ª giornata | Avezzano | 1 – 1 | Montebelluna | Stadio dei Pini |

| Mestre 25 aprile 1982 29ª giornata | Mestre | 1 – 0 | Avezzano | Stadio Francesco Baracca |

| Pordenone 2 maggio 1982 30ª giornata | Pordenone | 3 – 1 | Avezzano | Stadio Ottavio Bottecchia |

| Avezzano 9 maggio 1982 31ª giornata | Avezzano | 1 – 1 | Mira | Stadio dei Pini |

| Senigallia 16 maggio 1982 32ª giornata | Vigor Senigallia | 2 – 0 | Avezzano | Stadio Goffredo Bianchelli |

| Avezzano 23 maggio 1982 33ª giornata | Avezzano | 1 – 2 | Osimana | Stadio dei Pini |

| Jesi 30 maggio 1982 34ª giornata | Jesi | 1 – 0 | Avezzano | Stadio Pacifico Carotti |

### Coppa Italia Serie C

#### Fase eliminatoria

##### Girone 26
| 23 agosto 1981 1ª giornata |  | – L'Avezzano riposa |  |  |

| Avezzano 26 agosto 1981 2ª giornata | Avezzano | 0 – 4 | Casertana | Stadio dei Pini |

| Bojano 30 agosto 1981 3ª giornata | Campobasso | 1 – 0 | Avezzano | Stadio Adriano Colalillo |

| 2 settembre 1981 4ª giornata |  | – L'Avezzano riposa |  |  |

| Caserta 6 settembre 1981 5ª giornata | Casertana | 1 – 1 | Avezzano | Stadio Alberto Pinto |

| Avezzano 13 settembre 1981 6ª giornata | Avezzano | 1 – 3 | Campobasso | Stadio dei Pini |

## Statistiche

### Andamento in campionato
| Giornata  | 1 | 2 | 3 | 4 | 5 | 6 | 7 | 8 | 9 | 10 | 11 | 12 | 13 | 14 | 15 | 16 | 17 | 18 | 19 | 20 | 21 | 22 | 23 | 24 | 25 | 26 | 27 | 28 | 29 | 30 | 31 | 32 | 33 | 34 |
| --------- | - | - | - | - | - | - | - | - | - | -- | -- | -- | -- | -- | -- | -- | -- | -- | -- | -- | -- | -- | -- | -- | -- | -- | -- | -- | -- | -- | -- | -- | -- | -- |
| Luogo     | C | T | C | T | C | T | T | C | T | C  | T  | C  | C  | T  | C  | T  | C  | T  | C  | T  | C  | T  | C  | C  | T  | C  | T  | C  | T  | T  | C  | T  | C  | T  |
| Risultato | V | P | V | P | V | P | V | N | V | V  | P  | P  | P  | N  | V  | P  | V  | N  | N  | P  | V  | N  | N  | V  | P  | V  | P  | N  | P  | P  | N  | P  | P  | P  |

Legenda:

Luogo: C = Casa; T = Trasferta. Risultato: V = Vittoria; N = Pareggio; P = Sconfitta.